# 朝日新聞珊瑚記事捏造事件
朝日新聞珊瑚記事捏造事件（あさひしんぶんさんごきじねつぞうじけん）は、1989年（平成元年）に沖縄県西表島に於いて、朝日新聞社カメラマン本田嘉郎が、珊瑚に「K・Y」という彫り傷を自作自演でつけ落書きがあったかのように偽装し、その写真をもとに新聞記事を捏造した虚報事件である。『サンゴ事件』とも称される。

## 事件の経過

### 記事掲載
朝日新聞（東京本社版）は、1989年（平成元年）4月20日夕刊1面の連載企画「写'89『地球は何色?』」で、高さ4メートル、周囲20メートルという世界最大級のアザミサンゴに「落書きがあることを発見した」として、6段抜きのカラー写真と共に、以下の記事を掲載した。

### ダイビング組合が調査に乗り出す
記事掲載後、地元の沖縄県竹富町ダイビング組合のダイバーたちも海に潜ってサンゴに書かれた落書きを確認した。しかし、誰も記事掲載前に落書きを見たことが無かった。
ダイビング組合は、サンゴに傷をつけたのは朝日の記者以外に考えられないとして、4月27日、本田に電話をして直接問い質したが、「そんなことするはずはない」と否定された。その後、東京本社の代表番号に電話したが、応対した男性は「朝日に限ってそんなことはない」「文書にして出してくれ」と、まともに取り合わなかった。

### 「古傷をなぞったものだ」と主張
4月28日、当該記事が西表島で問題になっていることが東京本社の写真部長やデスクも知る所となり、二人は本田に事情を尋ねた。本田は「サンゴにあった古い「K・Y」の落書きのほこりを払い、手袋をはめた手でなぞった」と説明した。
写真部長はデスクに対し、本当に古い落書きがあったかどうか、現地に行って確認するように指示した。しかしデスクは、ゴールデンウイーク中を理由に、5月7日に赴くこととした。
5月7日、ダイビング組合は訪れたデスクに対し、「傷は前からあったものではなく、本田の行為によるものと考えられる」と主張し、紙面で明らかにするよう求めた。だが朝日はダイビング組合などに対して本田の説明通りに「古傷をなぞったものだ」として検証を行わなかった。
これら一連の情報を得たテレビ局などのマスコミ数社が取材を開始。環境庁なども問題視し始めた。すると編集局長は13日、事実関係の再調査を命じた。
5月15日、改めて本田に対して聴取が行われた。本田は当初「指でなぞっただけ」との説明を翻し、「初めはゴム手袋でこすったが、後でストロボの柄の根っこで落書きの跡をこすり、写真のような状態にした」と、認め始めた。

### TBS、NHKが報道、捏造を否定した最初の謝罪
同じく5月15日、竹富町ダイビング組合が「経過報告書」を公表。夕方6時30分からのTBS「JNNニュースコープ」、夜7時からの「NHKニュース」でダイビング組合の主張を報道、朝日に取材陣が殺到する事態となった。
放送後、朝日新聞東京本社で記者会見が開かれ、広報担当の青山昌史は「二人のカメラマンがサンゴにつけられた“K”と、ぼんやりした“Y”を見つけた。4月12日、撮影効果を出すために一人がゴム手袋でなぞり、さらにその後ストロボで削り、“K”と“Y”をより鮮明にして写した。全くの自作自演ではないが、自然のままに写さなければ意味がなく、手を加えるのはルール違反といわれても仕方がない。自然環境保全法に抵触する恐れもある重大な行為と考えている」と述べた。
「落書きはもともとあったものではなく、カメラマンが書いたものではないか」との記者からの質問に対し、青山はこれを否定、それを裏付ける証拠として「（サンゴを）加工する前に撮った写真」を示した。
青山の説明に対し「その写真はサンゴへの工作中の写真では？」と記者が追及すると、青山は「その挙証責任は君たちにある」と強弁した。
5月16日、朝日は朝刊一面で、「本社取材に行き過ぎ」の見出しで記事を掲載。カメラマンの一人が「落書きについて、撮影効果を上げるため、うっすらと残っていた部分を水中ストロボの柄でこすり、白い石灰質をさらに露出させたものです」と弁明し、「朝日新聞社として深くおわび致します」と謝罪した。
朝日はこの時点では落書きは元からあったものとして捏造を認めなかった。

### 竹富町ダイビング組合の経過報告書
1989年（平成元年）5月15日に公表された、竹富町ダイビング組合による事件の経過報告書は以下の通りである。

### 捏造を認め、二度目の謝罪
朝日が謝罪記事を掲載しても、15日のテレビニュースを見た読者からは「長年信頼していたのに裏切られた思い」など、抗議が相次いだ。
「もともとサンゴには傷があった」とする朝日の釈明に対し、ダイビング組合は「そんな落書きは見ておらず明らかにでたらめ。現場は組合員なしでは行けず、落書きがあったとすると組合の汚名になる」と反発した。
朝日の調査報告によると、一柳社長は16日の編集局会議の席上、「社の責任で早急に調査するように」と命じ、直ぐに編集局次長が西表島に向かった。編集局次長は「K・Y」の文字は朝日のカメラマンによる自作自演の疑いが非常に濃い」とするダイビング組合の主張を信用せざるを得ないと判断。一方、本田は「前からあった傷をなぞっただけだ」との主張を変えなかったが、朝日は「カメラマンが無傷の状態であったサンゴに文字を刻み付けた」と結論づけた。編集局次長と写真部長が沖縄県庁などに謝罪した。
5月20日、朝日は「サンゴ写真　落書き、ねつ造でした」と題する社告を朝刊一面に掲載し、再び謝罪した。

### 本田嘉郎の解雇・社長の引責辞任
5月19日付で、珊瑚に傷をつけた朝日新聞東京本社写真部員・本田嘉郎は懲戒解雇処分、監督責任を問われて東京本社編集局長・同写真部長を更迭した。また、撮影に同行し、本田の行動に気づいていた西部本社写真部員、村野昇を停職3カ月の処分とした。
さらに5月26日、朝日新聞社の取締役会が開かれ、社長の一柳東一郎が本件の責任を取って辞任することが決まった。

### 調査報告・再発防止策
朝日は10月9日の朝刊で、今回の捏造事件の調査報告と再発防止策について掲載した。
本田は「いい写真を撮って帰りたい一心だった」と説明した。「写'89」の社内での評判が芳しくなかったことや、写真部会で潜水班の解体の話が持ち上がり、潜水班の事実上のキャップという自負心などから、はっきりとした成果を持ち帰りたかったという。
調査報告では、問題点を4点挙げた。
1. 写真部デスクが掲載前のチェックで気づくことが出来なかったか
2. ダイビング組合からの指摘を社として受け止めていなかったこと
3. 写真を基にアンカー（まとめ役）が記事を執筆する方法の問題
4. 現場の調査を怠ったこと

再発防止策としては、以下の3点を挙げた。
1. 記事内容や見出しをチェックする「紙面委員」の設置
2. 欧米のオンブズマン制度を参考にした、「紙面審査会」の設置
3. 読者の意見や苦情に対応する「読者広報室」の設置

## 事件の背景・論評

### 読売新聞
読売新聞は5月17日の社説で、本件を「自分の行為を他人の仕業にすり替え、そして他人を批判する。マスコミの一員として、まことに不快極まりない報道といわざるを得ない」と断じた。
また、「もし誤った事実を報道させようとする外部の圧力があれば、新聞は断固として闘う。同時に新聞が事実の一部だけを誇張したり、偏った角度から事実を見たりすることも排除しなければならない。それは（私たちマスコミが）いつも堅持しなければならない態度だ」「マスコミに身を置く者一人ひとりが、「事実」の重みをこの際かみしめたい」と、マスコミのあるべき態度を示した。

### 毎日新聞
毎日新聞は5月17日の社説で、本件が起きた背景について「良い写真をとりたいという職業意識のゆがみ、他のカメラマンとの競争意識の行き過ぎ」と、「最近のマスコミ報道の中で映像の果す役割が大きくなっている」と指摘。そのような状況において、「報道における写真の比重が増せば増すほど、（カメラマンが）題材を「絵になる」「絵にならない」という二通りの価値判断しか見られなくなり、そのような価値観が職業倫理を次第にむしばんでしまう」とし、カメラマンの競争意識の行き過ぎから倫理観を喪失、事件を引き起こしたと推測した。

### 産経新聞
産経新聞は5月17日の社説で、テレビ報道が新聞に対して優位となる時代に、新聞は写真を多用したり、カラー化、大判化して読者にニュースを印象づける努力をしてきた。今回の事件で最も深刻なのは、新聞全体に対する読者の信頼失墜の恐れであるとし、新聞に対する信頼性低下の懸念を示した。

### 朝日新聞
朝日新聞は5月17日の社説で、本件について「事実を報道するという新聞の使命に反する。報道の名のもとに、自然を傷つける行為も、許されるものではない」とし、「本紙の読者に、そして自然を大切にしようと願っている人びとに、心から、深くおわびする」と、朝日の読者等に対し謝罪した。
また、「今度の問題によって、朝日新聞の報道全体に対する信頼が損なわれることを、私たちはおそれている。一つの行為が新聞の信頼を大きく傷つける。その信頼を回復する道は平たんではないが、私たちは一歩一歩、進んで行きたい。（中略）みなさんから寄せられた批判は、謙虚に受けとめ、これからの紙面の内容で、それにお答えしたいと思う」と、信頼回復のために努力していくことを表明した。
捏造を認めた5月20日の社説では、「最初の本社の調べは、いわば身内に甘く、結果的に誤りだった。事実の追及を使命とする報道機関としてまことに残念であり、（中略）心からおわびしなければならない。さらに、私たちの報道によって多大のご迷惑をかけたダイバーをはじめ地元の人たちに、深く謝罪する」と、ダイビング組合の主張より身内である記者の証言を重視した点を反省し、西表島の人々に謝罪した。

### 片岡正巳
片岡正巳は、写真だけでなく「記事までもが“見てきたような”捏造だった」として、次のように指摘している。
- 「巨大なアザミサンゴを撮影に行った私達の同僚」とあるが、本田らは当初から傷ついたアザミサンゴを撮影する目的で現地に行っている。
- 「よく見るとサンゴは、水中ナイフの傷やら、空気ボンベがぶつかった跡やらで、もはや満身傷だらけ。それもたやすく消えない傷なのだ」とあるが、一番最初のダイビングでは、「K・Y」の傷は見つからなかった。また、ダイビング組合によればダイバーのマナーも良かった[39]。

巨大アザミサンゴを撮影するために西表島を訪ねたところ、偶然に「K・Y」の落書きを見つけたとする方が「しばし言葉を失った」という驚きの強調に効果的である。この記事には送り手側（朝日新聞）の目的意識の為の文章テクニックと創作がされており、読者は疑うことなく読んで、送り手側の目的意識に嵌ってしまうのである。
後の朝日新聞の調査で、この記事は本田が提出したものを降幡賢一記者が「自然を汚す行為を告発する書き方がふさわしいと判断し、思い切って書き直した」と説明している。キャンペーンの目的に相応しい記事にするために創作して記事を書いていたのである。安易で独善的な考えであり、マスコミ人としてはもとより、社会人としての常識と良識に関わる問題である。

### 酒井信彦
元東京大学史料編纂所教授酒井信彦は、産経新聞や夕刊フジで次のように主張している。
このサンゴ事件は、日本の報道史において重大な事件だが、この事件の根本的な悪質性が全く理解されていない。サンゴの写真が偽物であったために、この記事の犯罪的な本質がかえって見逃されている。仮に写真が本物だったとしても、朝日の記事は以下の点について間違った主張をしている。
- 犯人が不明なのに日本人の犯行と頭から決めつけている。アルファベットのイニシャルだから外国人の可能性もあり得る。
- 日本人の犯行だとしても、それを「日本民族全体の犯罪だ」と拡大解釈をするのは、あまりにも異常な発想である。落書きをする不心得者は世界中に存在する[40]。

この記事の筆者の意図は日本人の不道徳を告発することではなく、日本人を貶めることによって自己の道徳的優越感を満足させたいのである。究極の偽善であり、日本民族を標的としたヘイトスピーチと言うべきである。「精神が貧しくて、心がすさんでいる」のは、この記事の筆者自身であり、この記事を掲載した朝日新聞の根本的な体質と考えるべきである。
日本や日本人を「悪」と決めつけ、日本人同胞を虐げる偽善は「虐日偽善」と表現すべきである。「虐日偽善」のイデオロギーは、戦後、日本社会に広く行き渡り、日本人は自国の歴史に誇りを持てず、まともな国家意識・民族意識を喪失している。
英国誌『エコノミスト』による2009年10月の調査によると、主要33カ国中、自国への誇りが最も高い国はオーストラリアで、最も低い国は日本だった。

### 高山正之
高山正之は、朝日がこの「謝罪」の中で、「精神の貧困の、すさんだ心」と罵倒された日本人には、一切謝罪していないと批判している。

### 立花隆
立花隆は、「サンゴ損傷事件の調査報告」（朝日新聞）で、一連の朝日の対応が不満と表明し、次のように主張している。
ジャネット・クックによる捏造事件のワシントンポストの対応と比べ、朝日は余りにも遅い。そもそも写真部と現地のみで事を済ませようと関係者が奔走しており、TBS、NHKが取材しなかったら“クサイものにフタ”で終わっていたのではないか。
やっと出てきた調査報告も、以下の点について内容に問題がある。
- 本田の人間像や事件を起こした動機が掘り下げられていない
- 報道写真界（＝写真部）のカルチャーの問題[43]

社会的事件が起きると朝日は犯人を取材し、動機の掘り下げを行っているのに、今回の調査では本田に対してそれが行われていない。
また、個人的にカメラマンに聞くと、「あれに類したことならいくらでもある、他の新聞でも、外部にバレていないだけで、実例はいくらでもあるはずだ。報道写真だって、絵柄を良くするために現場にちょっと手をつけていじるのは常識だ」という。写真部内で絵作りの原則を確立しなければ、今回のような一線を越えた「フィクション」が再び起こるのではないだろうか。
再発防止策は「紙面審議会」の設置で、オンブズマン制度を範としたと言うが、非日常の機関では機能しない。寧ろ、広報室が機能する。今回の事件の根底には日本の新聞界に根付く「過ちを改めることを憚る体質」がある。これを改めるために紙面に訂正欄を常設し、その欄の編集権を広報室に与えてはどうか。「朝日は間違いがあってもすぐに訂正する」という評判を取ることが、読者の信頼回復に最も役立つはずである。

### 堀本和博
堀本和博は著書で、『週刊文春』1989年（平成元年）6月8日号「編集長から」の記事を取り上げている。書き出しは編集部に寄せられた投書で、その内容は以下の通りであった。
堀本は、「朝日にかぎって絶対にそんなことはない」という言葉は、朝日が絡んだ問題を取材する時には、よく耳にした言葉である。朝日に漂う「無謬神話」は広く深く根を張って息づいている、と指摘している。

### 桂敬一
桂敬一は、こうした事件は朝日だから起きたのではなく、現代マスコミ報道の競争構造の中ではどこで生じてもおかしくなく、「たまたま朝日で起こった」「朝日ですらこのような事件の起こる低質な競争関係にはまり込んでおり、そこから一人だけ抜け出すことはできない」としている。

### 本多勝一の主張と片岡正巳の反論
本多勝一は、『朝日ジャーナル』1989年（平成元年）6月4日号の連載エッセイ「貧困なる精神」で、「サンゴ落書き捏造事件を考える」と題し次のように主張した。
「片岡氏が挙げている事例」とは、以下の8点である。
1. 伊藤律会見報道事件[注釈 4]
2. 朝霞自衛官殺害事件[注釈 5]
3. 最高裁判所裁判官会議での不正確記事で最高裁に陳謝[注釈 6]
4. 朝日新聞東京本社が下水道に垂れ流していた六価クロムに関する報道の不当性[注釈 7]
5. 朝日記者の警視庁富坂警察署署長への暴行事件[注釈 8]
6. 朝日記者が建設業界トップの会談場に盗聴器を設置した事件[注釈 9]
7. 支那事変で渡河する帝国陸軍の煙幕を毒ガス使用の証拠写真だとして掲載した事件[注釈 10]
8. 支那事変での匪賊の生首写真を南京大虐殺証拠写真とした事件[注釈 11]

本多の主張に対し片岡は、「いったい誰が本田カメラマンのサンゴを傷つけてまでのでっちあげ写真を、写真家全体に一般化しているというのか」、と本多が問題のすり替えをしていると指摘した上で、「捏造の事例ではなく、「サンゴ損傷捏造写真事件」のような事態を惹起する驕りの体質が朝日にある」として上記の例を挙げたと反論した。
唐突に文藝春秋を批判の槍玉に挙げていることについて、片岡は「支離滅裂の傲慢さ」と批判している。

## 事件後

### 刑事事件捜査
5月19日、海上保安庁石垣海上保安部は西表島のアザミサンゴに傷をつけて撮影した事件で、自然環境保全法違反容疑で捜査を開始した。翌20日午前10時、東京海上保安部へ本田の出頭を要請、事情聴取を行った。
後日、本田と朝日新聞社は同法違反で那覇地方検察庁に書類送検されたが、検察は「採捕」に該当しないとして不起訴処分とした。
社会的非難を集めた事件ではあったが、刑事罰を受けることはなかった。これを受けて環境庁は1990年（平成2年）4月、自然環境保全法に動植物損傷行為を処罰する規定を加えた改正案を国会に提出、5月30日に参議院本会議で全会一致で可決、成立した（平成2年法律第26号）。

### 朝日新聞縮刷版での記事の扱い
朝日新聞縮刷版の1989年4月号（5月25日発行）には当該記事は写真と共に原版のまま収録されているが、欄外に次の注記がある。

おことわり 『写'89地球は何色?』の写真については、本社の取材に過ちがありました。『おわび』を五月十六日付と同二十日付の朝刊一面に掲載しています。朝日新聞社

1950年（昭和25年）の伊藤律会見報道事件とは異なり、縮刷版に収録されている事について柴田鉄治は、時代の変化に加え、「ジミーの世界」事件の後始末の影響があったのではないかと推測している。

### 三大虚報・捏造事件
新聞記者の間では、1989年（平成元年）に起こった3大虚報・捏造事件を「サンゴ」「グリコ」「アジト」と呼んでいる。
この年、朝日新聞はリクルート事件をスクープしたが、1989年度の日本新聞協会賞を受賞出来なかった。選考委員会が開かれる三ヶ月前に発覚したこの事件のためである。岩瀬達哉はこれを、新聞協会賞というものが、報道内容を公正に評価するものではなく、いかに政治的な賞であるかと主張している。
また、本多勝一も『朝日ジャーナル』1989年（平成元年）9月29日号の連載エッセイ「貧困なる精神」で、優れた報道が不祥事で帳消しとなるのであれば、毎日がこのとき受賞した『政治家とカネ』は「グリコ」と、読売が技術部門で受賞した「新画像システムの開発と実用化」は「アジト」と、それぞれ相殺にならないのか、と主張している。
一方、服部五郎は、読売や毎日の誤報はいずれも記者が刑事にガセネタを掴まされたのが原因であり、「サンゴ、グリコ、アジト」の中で悪質なのは「サンゴ」であることは言うまでもない、と指摘している。

### 編集局報『えんぴつ』で意識改革を訴え
『朝日新聞 日本型組織の崩壊』（文春新書）では、本件直後に出された朝日新聞社内誌、編集局報『えんぴつ』の臨時特集、読者投稿の一部を紹介している。
世間からの批判に驚愕した朝日幹部は、次号の編集局報で全ての記者に向けて以下のように意識改革を訴えた。
同書では、「この“予言”は四半世紀を経て、恐ろしいほどに的中してしまう」と、本件から25年を経て発覚した歴史的事件、朝日新聞の慰安婦報道問題と吉田調書の背景にある、朝日記者の日ごろからの「高慢さ」が、本件以後も変わって居ないと指摘した。

### 復元状況の調査
沖縄県は朝日に対し、「K・Y」の傷の復元状況について調査報告するよう求め、朝日は1989年（平成元年）10月と1990年（平成2年）4月にそれぞれ調査し、沖縄県に報告した。
1989年（平成元年）10月15日、朝日は第1回調査を行い、「K・Y」の損傷部分に新しいポリプが再生し始めていると報告した。
1990年（平成2年）4月15日、第2回調査を行い、ほぼ再生していると27日に沖縄県に報告した。産経も珊瑚の回復状況を取材し、一年間でほぼ回復していると伝えた。

### 事件発覚後のサンゴの被害
海洋写真家の中村庸夫によると、西表島に偶然『K・Y』というイニシャルの有名ダイバーがいて、彼が憤慨して調査を始めたことが捏造が発覚するきっかけであったとされる。
なお、本項目において既に書かれた通り、本案件は世間の関心事となり、様々なマスメディアが報道しているが、その取材において、延べ百隻余りの船が殺到し、その際に錨を落としたことから、一年後には現場の周辺のサンゴが折られ、白い傷口を無残に晒し、周囲の珊瑚礁が傷だらけになってしまった。
対照的に「傷が元に戻るのに数十年かかる」と報道されていた被害珊瑚は前述のように傷が再生し、問題の文字が解らない状態になっていた。
更に事件で有名になったサンゴを見物するためにやってきたダイバーにより、周辺の珊瑚礁にスクーバ・タンクをぶつけられて、マスコミの船舶による被害に加えて更なる被害が生じた。

### 教科書で事件を紹介
この事件は現在も朝日新聞の負の歴史として取り上げられることがある。たとえば新しい歴史教科書をつくる会による中学校社会科の公民教科書『中学社会 新しい公民教科書 新訂版』に、この事件が取り上げられている。
作家・歴史研究家の井沢元彦は自著で、もし朝日新聞の主張するような書き方の（中学生用の）歴史教科書において朝日新聞が紹介されたらということで、伊藤律会見報道事件とともにこの珊瑚事件を掲載した仮想の教科書を載せている。

## 風刺

### 週刊少年サンデー
小学館発行の少年漫画雑誌週刊少年サンデーにこの事件を風刺した作品がある。
『まことちゃん』（平成版、1989年掲載）
楳図かずお作のギャグ漫画。エピソードのひとつに、このサンゴに傷を付けた「K・Y」を「ココロよくない人」として神様がこの世から消してしまうというものがある。
『虹色とうがらし』（1990年4・5合併号）
あだち充作の漫画。初回冒頭のシーンにて、「地球に似た架空の星において、イニシャル入りの珊瑚礁などどこにも見当たらない」といった皮肉が見られる。

### アニメーション
『侵略!イカ娘』
アニメ版の第1話本編内で人類が海を汚した例として、本事件と思われるイメージ図（KYの文字）が映りこんでいる。